# Sauber C37
El Sauber C37 fue un monoplaza de Fórmula 1 diseñado por Alfa Romeo Sauber F1 Team para competir en la temporada 2018. La unidad de potencia, el sistema de transmisión de ocho velocidades y el sistema de recuperación de energía son de Ferrari. El coche fue conducido por el sueco Marcus Ericsson y el debutante monegasco Charles Leclerc.
Sauber-Ferrari fue octavo esa temporada, con casi 50 puntos conseguidos a lo largo del año, superando los resultados de las dos temporadas anteriores del equipo suizo. Un sexto puesto en el Gran Premio de Azerbaiyán de Leclerc fue el mejor resultado de este vehículo, que, además, en dos ocasiones sumó con ambos pilotos. Fue el último Sauber en correr en la F1, ya que en 2019 el equipo pasó a ser definitivamente Alfa Romeo.

## Resultados
(Clave) (negrita indica pole position) (cursiva indica vuelta rápida)

| Año     | Motor                | Neu. | N.º | Pilotos         | 1   | 3   | 2   | 4   | 5   | 6   | 7   | 8   | 9   | 10  | 11  | 12  | 13  | 14  | 15  | 16  | 17  | 18  | 19  | 20  | 21  | Puntos | Pos. |
| ------- | -------------------- | ---- | --- | --------------- | --- | --- | --- | --- | --- | --- | --- | --- | --- | --- | --- | --- | --- | --- | --- | --- | --- | --- | --- | --- | --- | ------ | ---- |
| 2018    | Ferrari 063 V6 Turbo | P    |     |                 | AUS | BHR | CHN | AZE | ESP | MON | CAN | FRA | AUT | GBR | GER | HUN | BEL | ITA | SIN | RUS | JPN | USA | MEX | BRA | ABU | 48     | 8.º  |
| 2018    | Ferrari 063 V6 Turbo | P    | 9   | Marcus Ericsson | Ret | 9   | 16  | 11  | 13  | 11  | 15  | 13  | 10  | Ret | 9   | 15  | 10  | 15  | 11  | 13  | 12  | 10  | 9   | Ret | Ret | 48     | 8.º  |
| 2018    | Ferrari 063 V6 Turbo | P    | 16  | Charles Leclerc | 13  | 12  | 19  | 6   | 10  | 18† | 10  | 10  | 9   | Ret | 15  | Ret | Ret | 11  | 9   | 7   | Ret | Ret | 7   | 7   | 7   | 48     | 8.º  |
| Fuente: |                      |      |     |                 |     |     |     |     |     |     |     |     |     |     |     |     |     |     |     |     |     |     |     |     |     |        |      |